# Leon Schlumpf

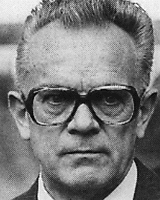
Leon Schlumpf

Bundesrat Leon Schlumpf (1981)

Leon Schlumpf (* 3. Februar 1925 in Felsberg, Graubünden; † 7. Juli 2012 in Chur; heimatberechtigt in Mönchaltorf und Felsberg) war ein Schweizer Politiker (SVP, DP), Rechtsanwalt und Volksmusikant. Von 1980 bis 1987 war er Mitglied des Bundesrats.

## Leben

Bundesrat Leon Schlumpf mit seiner Familie, ganz links Eveline Widmer-Schlumpf

Leon Schlumpf studierte Rechtswissenschaften an der Universität Zürich und wurde dort 1951 promoviert. Er war von Beruf Rechtsanwalt und amtierte als Grossrat, Regierungsrat, Nationalrat und Ständerat. Von 1974 bis 1978 war er Preisüberwacher der Schweiz. 
Ab 1953 war Schlumpf mit Gertrud «Trudi» Schlumpf-Rupp verheiratet. Aus der Ehe gingen drei Töchter hervor. Die Tochter Eveline Widmer-Schlumpf wurde 1998 als erste Frau in den Bündner Regierungsrat und 2007 als erste Frau der SVP in den Bundesrat gewählt. Nachdem die Schweizerische Volkspartei ihre Bündner Kantonalsektion 2008 ausgeschlossen hatte, wurden Leon Schlumpf und seine Tochter Mitglied der neugegründeten Bürgerlich-Demokratischen Partei.
Schlumpf starb am 7. Juli 2012 im Alter von 87 Jahren im Kantonsspital Graubünden in Chur.

### Bundesrat
Er wurde am 5. Dezember 1979 in den Bundesrat gewählt. Am 31. Dezember 1987 trat er zurück. Während seiner Amtszeit stand er dem Eidgenössischen Verkehrs- und Energiewirtschaftsdepartement vor. In seine Amtszeit fiel die Annahme des Baus des Vereinatunnels in einer Volksabstimmung vom 22. September 1985, ein Projekt, das er befürwortete. 1984 war er Bundespräsident. In dieser Funktion empfing er in Bern den südafrikanischen Präsidenten Piet Willem Botha. Der Empfang war umstritten, weil die Schweiz enge wirtschaftliche, militärische und geheimdienstliche Kontakte zu Südafrika unterhielt, obwohl dieses auf Grund seiner rassistischen Apartheidpolitik international isoliert war.

## Trivia
Schlumpf spielte Klavier, Handorgel und Schwyzerörgeli und widmete sich der Ländlermusik. Er komponierte unter dem Pseudonym Raetus Telena Stücke, die er mit der in Felsberg beheimateten Ländlerkapelle Bernina interpretierte. Eine von ihm komponierte Polka erschien 2004 auf der CD Musig a so wie früener, gespielt von der Ländlerkapelle Oberalp.